# Карло Сабо
Карло Сабо або Карой Сабо (угор. Szabó Károly, нар. 1915, Австро-Угорщина) — колишній чехословацький та угорський футболіст, згодом — радянський і український футбольний тренер та громадський спортивний діяч. Грав на позиціях півзахисника та нападника. У чехословацький період триразовий чемпіон Підкарпатської Русі, у 1938 році — фіналіст чемпіонату Словаччини з футболу, а у 1940 —1944 роках учасник першості Угорщини серед команд другої ліги. Згодом дев'ятиразовий чемпіон вже радянського Закарпаття, чемпіон України (1947) та фіналіст кубка УРСР з футболу (1948). Перший спортивний діяч Закарпаття, якого удостоїли почесним званням «Заслужений тренер УРСР з футболу».

## Клубна кар'єра
Навчався в Мукачівській гімназії, де розпочав свій шлях у футбол. У 1929 році його запросили до команди «Мукачівське спортивне товариство», яка тричі виборювала звання чемпіона Підкарпатської Русі, увійшла до числа провідних команд краю і виступала у словацькій групі другої ліги першості Чехословаччини. «МШЕ» (Мукачево) з його участю у 1938 році одержало право боротись за звання чемпіона тодішньої Словаччини з футболу, але через розпад Чехословаччини цей турнір провести не вдалося. У 1940 — 1944 роках він у складі «МШЕ» виступав у другої лізі першості Угорщини з футболу, а у 1945 році став одним з організаторів команди «Динамо» (Мукачеве). Ця команда з його участю стала чемпіоном першої повоєнної першості радянського Закарпаття.

## Кар'єра тренера та спортивного діяча
Після завершення активної футбольної кар'єри його у команді «Динамо» (Мукачеве) назначили головним тренером (1946), назва якої пізніше змінилась на «Більшовик». Немала заслуга його в тому, що ця мукачівська команда майстрів у 1947 році стала чемпіоном України, а у 1948 році у турніру кубка УРСР з футболу здобула почесне друге місце. У 1954 —1955 роках він очолював команду «Спартак» (Ужгород), після чого повернувся до свого рідного клубу, який тоді вже знову називався «Динамо». Згодом він був головним тренером юнацької збірної команди Закарпаття, яка успішно виступала на республіканській арені. Під його керівництвом ціла плеяда видатних спортсменів знайшла свій шлях у великий футбол, серед них олімпійський чемпіон Йожеф Беца, Заслужений майстер спорту СРСР з футболу Василь Турянчик та багато інших. За великі заслуги в розвитку спорту йому було присвоєно почесне звання «Заслужений тренер УРСР з футболу» та «Заслужений працівник фізичної культури».

## Досягнення

### Командні трофеї
- Фіналіст чемпіонату Словаччини з футболу (1): 1938
- чемпіон України (1): 1947
- Друге місце у турніру кубка УРСР з футболу (1): 1948

### Індивідуальні досягнення
- Заслужений тренер УРСР з футболу
- Заслужений працівник фізичної культури